# Ania Shirley

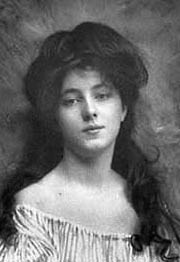
Modelka i tancerka Evelyn Nesbit, której urodą obdarzyła autorka Anię Shirley

Anne Blythe z domu Shirley (imię oryginalne, w polskim tłumaczeniu Anna Shirley) – główna bohaterka cyklu powieści młodzieżowych Lucy Maud Montgomery pod tytułem Ania z Zielonego Wzgórza.

## Życie Ani Shirley
Jak podają źródła (oraz przekazy autorki), Anna Shirley urodziła się 5 marca 1866, co można również obliczyć na podstawie danych zapisanych w powieściach. Miejscem jej urodzenia jest Bolingbroke w Nowej Szkocji. Rodzice dziewczynki byli nauczycielami. Ojciec nazywał się Walter Shirley, matka – Berta Shirley, z domu Willis. Zmarli na febrę krótko po urodzeniu się córki. Dziewczynka trafiła pod opiekę pani Thomas, jej zadaniem było zajmowanie się czwórką młodszych dzieci. Ania przeprowadziła się do Marysville. Kiedy pan Thomas zginął pod kołami pociągu, Anią zaopiekowała się pani Hammond. Tam dziewczynka również niańczyła dzieci, a były to  trzy pary bliźniąt. Mieszkała z tą rodziną dwa lata, aż do śmierci pana Hammond. Wdowa podzieliła dzieci między rodzinę i wyjechała do Stanów Zjednoczonych. Ania trafiła do sierocińca w Hopetown. Po czterech miesiącach trafiła do domu rodzeństwa Cuthbertów – Matthew (w polskim przekładzie: Mateusz) i Marilli (w polskim przekładzie: Maryla; z uwagi na posłużenie się odpowiednikiem imienia Marilla polskiemu czytelnikowi może umknąć fakt, że najmłodsza córka Ani, Marilla – zdrobniale Rilla – nosi imię właśnie po niej), którzy mieszkali w Avonlea (zdarzenie miało miejsce jedenaście lat później – w 1877 roku). Okazało się jednak, że chcieli oni adoptować chłopca, który pomagałby w gospodarstwie i nastąpiła brzemienna w skutki pomyłka. Maryla była przeciwna adopcji dziewczynki, Mateusz zaś bardzo ją polubił. Rozmowa z panią Spencer zdecydowała, że Ania pozostanie na Zielonym Wzgórzu. Dziewczynka nawiązała dość szybką lecz szczerą przyjaźń z Dianą Barry. Rozpoczęła naukę w szkółce niedzielnej oraz w wiejskiej szkole w Avonlea. Trzy tygodnie po rozpoczęciu nauki popadła w konflikt z Gilbertem Blythe’em, chłopcem, w którym kochała się większość koleżanek z klasy. Gilbert aby zwrócić na siebie uwagę dziewczynki pociągnął ją za warkocz i nazwał Marchewką, a ona w geście zemsty rozbiła na jego głowie swoją własną tabliczkę. Została ukarana przez nauczyciela i przysięgła sobie, że nigdy nie wróci do szkoły. Stało się jednak inaczej. Postanowiła nie odzywać się do Gilberta i rywalizować z nim w nauce. Niemiłe wspomnienia z lekcji mobilizowały ją wystarczająco.
Już od początku pobytu dziewczynki na Zielonym Wzgórzu, zaczęła przeżywać wiele przygód. Pokłóciła się z sąsiadką Cuthbertów, Rachelą Linde (w pierwszym przekładzie polskim: Małgorzata Linde), gdyż ta nazwała ją rudą i brzydką. Kilka dni później z udawaną skruchą przeprosiła panią Linde. Innym razem zaprosiła swoją „przyjaciółkę od serca” – Dianę Barry – na podwieczorek. Omyłkowo poczęstowała ją winem porzeczkowym i Diana wróciła do domu w stanie nietrzeźwym. Pani Barry zabroniła Ani kontaktów z córką. Dziewczynka bardzo boleśnie przeżyła tę stratę. Kilkanaście tygodni później Maryla, pani Linde i rodzice Diany wyjechali do pobliskiego miasta na spotkanie z ważnym politykiem. Ania została z Mateuszem. W pewnym momencie do domu wbiegła Diana i powiedziała, że jej siostra, Minnie, jest poważnie chora na krup. Ania natychmiast pobiegła na ratunek małej i, ku zaskoczeniu lekarza, uratowała Minnie od śmierci. Wdzięczna pani Barry znów pozwoliła Ani i Dianie spotykać się ze sobą.
Ania była osobą o nieprzeciętnej wyobraźni. Kiedy pewnego razu przechodziła przez pobliski las, wyobraziła sobie, że w lesie straszą duchy, a w szczególności duch zamordowanej dziewczynki. Odtąd nazywała go Lasem Duchów (lub Nawiedzonym Lasem), ale przyznała, że boi się tamtędy spacerować i powinna bardziej panować nad emocjami. Niewątpliwie autorytetami w tym okresie życia Ani byli jej nauczycielka panna Muriel Stacy, oraz pani Allan, żona pastora. Pewnego dnia Cuthbertowie zaprosili pastora z żoną na podwieczorek. Dziewczynka postanowiła sama upiec ciasto, ale z powodu kataru przez pomyłkę dodała do niego krople walerianowe. Wszystko wydało się na podwieczorku. Ania była załamana pomyłką.
Pewnego dnia założyła się z koleżanką, że przespaceruje się po dachu domu Barrych. Niestety, spadła z niego i złamała nogę w kostce. Niedługo później postanowiła przefarbować rude włosy, które od zawsze były jej największym, oprócz piegów, kompleksem. Kupiła farbę od przechodzącego handlarza, a efektem były zielone włosy, które Ania musiała ściąć.
Bardzo długo dotrzymywała postanowienia i uparcie nie rozmawiała z Gilbertem. Gdy pewnego dnia z przyjaciółkami inscenizowała fragment poematu Pani z Shalott Tennysona, łódka, w której płynęła Ania jako główna bohaterka (Elaine z Astolat), zaczęła nagle przeciekać i powoli tonąć. Chłopak, który przypadkiem przechodził mostem uratował Anię z opresji. Ta jednak nie chciała zrezygnować z urażonej dumy, chłodno mu podziękowała i odeszła.
Ukończyła szkołę w Avonlea, a potem zdała do seminarium nauczycielskiego, w którym również bardzo dobrze się uczyła.
Jej życie załamało się, kiedy w wyniku doznanego szoku (bankructwo banku Abbey, w którym Cuthbertowie trzymali swoje oszczędności) na zawał serca zmarł Mateusz. Było to prawdopodobnie w roku 1882. Do tego Maryla miała poważne problemy ze wzrokiem. Ania bardzo chciała się uczyć, zwłaszcza dla zmarłego opiekuna, który zawsze był dla niej przyjacielem, jednak postanowiła zostać w domu i opiekować się Marylą. Kobieta chciała nawet sprzedać Zielone Wzgórze, na co panna Shirley stanowczo nie chciała się zgodzić. Gilbert postanowił pomóc Ani w trudnej sytuacji i oddał jej swoją posadę nauczyciela w Avonlea, a sam rozpoczął pracę w Białych Piaskach. Dzięki temu Ania wybaczyła mu dawny uraz.
Otrzymała pracę nauczycielki. Ponadto nadal udzielała się w różnych akcjach, często lokalnych. Założyła między innymi Koło Miłośników Avonlea. Poznała nowego sąsiada, pana Harrisona, z którym toczyła bój o krowę, żerującą na jego działce.
Klub Miłośników Avonlea, pomimo niemiłego wypadku na wstępie (pomalowaniu domu klubowego na ostrą barwę niebieską) czynił wielkie postępy w małej mieścinie Avonlea.
W dalekiej rodzinie Maryli zmarła kobieta, która pozostawiła dwójkę bliźniąt (urodzonych około 1876 roku) – Davida „Davy’ego” Keith i Dorę Keith (w pierwszym przekładzie polskim: Tadeusz „Tadzio” Keith i Teodora „Tola” Keith). Maryla postanowiła zaopiekować się dziećmi – w przeciwnym razie trafiłyby do sierocińca. Dzieci przyjechały na Zielone Wzgórze jesienią 1882 roku. Ania pomagała Maryli w zajmowaniu się dziećmi. Dora (Tola) okazała się nadzwyczaj grzeczną dziewczynką. Problemy sprawiał głównie niespokojny Davy (Tadzio), ale znalazł w Ani duży autorytet i bardzo się z nią zaprzyjaźnił.
Podczas jednego ze spacerów po wiosce, Ania z Dianą odnalazły tajemniczy dom. Okazało się, że mieszka tam panna Lawenda wraz ze służącą Karoliną Czwartą, a domek nazywa się Chatką Ech. Ania bardzo polubiła dom i jego mieszkańców. Wkrótce panna Lawenda wzięła ślub z odzyskanym po latach panem Irvingiem, ojcem Pawła (Paula) Irvinga (w pierwszym przekładzie polskim: Jaś Irving) – najwierniejszego ucznia Ani. Miało to miejsce w roku 1884.
W tym samym roku osiemnastoletnia panna Shirley zdała egzaminy na studia i opuściła Avonlea. Niestety, zmarł mąż pani Linde, Tomasz w wyniku czego, Małgorzata przeprowadza się na Zielone Wzgórze. Ania zatem wyjechała do Kingsport, aby uczyć się w słynnej szkole Redmond (Redmond College). Wraz z koleżankami – Stellą Maynard, Priscillą Grant i Philippą Gordon (w pierwszym przekładzie polskim: Izabela Gordon) – zamieszkała w wynajętym Ustroniu Patty. Na tej samej uczelni studiował Gilbert i adorator Ani – Karol Sloane. Rywalizacja w nauce trwała nadal. Wśród studentów krążyły plotki o związku panny Shirley z Royem Gardnerem (w pierwszym przekładzie polskim: Robert Gardner) oraz Gilberta Blythe’a z panną Krystyną Stuart. Gilbert nie ukrywał, że czuje do Ani coś więcej niż tylko przyjaźń i oświadczył się jej. Ta jednak go nie przyjęła.
Następnego dnia wyjechała z Philippą (Izą) do Bolingbroke. Było to w roku 1886. Ania bardzo przeżywała wizytę w mieście, w którym tak wiele przeżyli jej rodzice. Odwiedziła dom swoich narodzin. Była wzruszona. Obecna pani domu wręczyła jej odnalezione listy, które pisali do siebie państwo Shirleyowie. Dom był dokładnie taki, jak Ania go sobie wyobrażała. Wieczorem wybrała się na cmentarz, gdzie złożyła kwiaty na grobie swoich rodziców. Wyznała Philippie (Izie), że nie jest już sierotą...
Panna Gordon poznała pastora Jonasza Blake’a (w pierwszym przekładzie polskim: Jerzy Blake) i wkrótce została jego żoną. Diana Barry, przyjaciółka od serca, w czerwcu 1887 roku została żoną Freda Wrighta. Ania z sukcesem ukończyła studia. Kiedy wróciła na Zielone Wzgórze, Tadzio nieopatrznie powiedział jej, że Gilbert umiera. Załamana dziewczyna czuwała całą noc i wówczas zrozumiała, że już od dawna kocha Gilberta. Rozpaczała, że nie zdąży mu o tym powiedzieć. Miała wyrzuty sumienia, że nie może teraz przy nim być.
Następnego dnia parobek sąsiadów powiedział jej, że nastąpiło przesilenie i Gilbert prawdopodobnie wyzdrowieje. Kilka dni później Ania spotkała się z mężczyzną. Wyznali sobie miłość. Gilbert poprosił Anię, aby została jego żoną. Odpowiedź była twierdząca.
Gilbert przez następne trzy lata kontynuował studia medyczne, a Ania otrzymała posadę dyrektora w szkole w Summerside. Zamieszkała w Szumiących Topolach z ciocią Kasią (w niektórych przekładach nazywana ciocią Krysią), ciocią Chatty (w pierwszym przekładzie polskim: ciocia Misia; w nowszych przekładach nazywana ciocią Lolą lub Lusią) i Rebeką Dew. Wicedyrektor szkoły, Katarzyna Brooke (w pierwszym przekładzie polskim: Julianna Brooke), nie akceptowała jej. Ania miała problemy z dominującym i wpływowym rodem Pringle’ów. Zjednała sobie wielu przyjaciół – Elżbietkę, krzywdzoną przez kobiety opiekujące się nią, Paulinę (córkę matki- despotki), a w końcu również pannę Brooke, która opowiedziała jej smutną historię swojego życia.
Po trzech latach pracy Ania opuściła Szumiące Topole i wróciła do Avonlea. Spotkała się z Dianą, wtedy już stateczną panią Wright, która była mamą małej Ani Kordelii i Freda. Ostatecznie pożegnała się z pracą nauczycielki i stanem panieńskim, a na Zielonym Wzgórzu trwały przygotowania do ślubu.
We wrześniu 1891 roku Ania Shirley i Gilbert Blythe zostali małżeństwem. Panna Shirley była pierwszą panną młodą na Zielonym Wzgórzu. Młodzi wyjechali do Glen St. Mary – wioski położonej nad zatoką, gdzie zamieszkali w wymarzonym domku. Gilbert przejął praktykę lekarską swojego stryja, Davida Blythe (w pierwszym przekładzie polskim: Tomasz Blythe). Poznali pannę Kornelię Bryant i kapitana Jamesa (zdrobniale: Jim; James to po polsku Jakub), z czasem zatrudnili też do pomocy służącą Zuzannę Baker. Ania zaprzyjaźniła się z Leslie Moore (w pierwszym przekładzie polskim: Ewa Moore) z domu West – kobietą, która opiekowała się swoim poważnie chorym mężem. W czerwcu 1892 roku Ania urodziła swoje pierwsze dziecko, córkę – Joyce. Dziewczynka zmarła tuż po urodzeniu. Ania bardzo długo powracała do zdrowia po utracie dziecka.
Gilbert powiedział Ani, że istnieje szansa na całkowite wyleczenie męża Leslie (Ewy). Doszło do operacji. Jak się okazało, nie był on domniemanym mężem, ale szwagrem kobiety. Leslie – Ewa zakochała się w pisarzu Owenie Fordzie i wkrótce zostali małżeństwem. Niedługo potem Owen opracował Księgę Życianapisaną przez Kapitana Jima.
W 1893 roku Ania urodziła syna. Jakuba „Jima” Mateusza. W tym samym roku Gilbert podjął decyzję o zakupie posiadłości Morganów i przeprowadzce, gdyż w tak odlegle położonym miejscu nie mógł wypełniać funkcji lekarza. Pewnego wieczoru Blythe’owie wybrali się do latarni. Znaleźli tam martwego kapitana Jima, który właśnie skończył czytać swoją Księgę Życia. Niedługo po tym odbył się ślub panny Kornelii i  Marshalla Elliota.
Wkrótce przeprowadzili się do Złotego Brzegu. Rok później na świat przyszedł Walter, a w 1896 bliźniaczki: Ania „Nan” i Diana „Di”. W 1898 Ania urodziła syna Shirleya, a niecałe dwa lata później najmłodszą córkę, Bertę Marillę „Rillę”. Jakiś czas później zmarł ojciec Gilberta, i Blythe’owie wybrali się do Avonlea na jego pogrzeb. W tym czasie Ania spotkała się z Dianą. Przez pewien czas w Złotym Brzegu mieszkała ciotka Gilberta – Mary Maria Blythe. Dzieci nie lubiły jej, gdyż bardzo często były przez nią krytykowane. Dla złagodzenia napiętej sytuacji, Ania postanowiła wydać przyjęcie-niespodziankę w dniu 55. urodzin ciotki. Niestety, solenizantka obraziła się gdyż zdradzono publicznie jej wiek. Opuściła Złoty Brzeg następnego dnia. Gdy Ania podczas kolejnego porodu pierwszy raz poważnie zachorowała, Gilbert troskliwie opiekował się nią. W krótkim czasie stał się najlepszym lekarzem w okolicy.
Zbliżał się dzień piętnastej rocznicy ślubu Ani i Gilberta. Kobieta była pewna, że mąż zapomniał o ich święcie. Oznajmił, że spędzą ten dzień na przyjęciu. Jednym z gości miała być Krystyna ze Stuart'ów Dawson. Ania była obrażona. Ubrała się w sukienkę, której Gilbert nie lubił. Czuła się jak szara myszka przy pani Dawson. Była zazdrosna o męża, który rozmawiał z Krystyną cały wieczór. Kiedy wrócili do domu, poszła do swojego pokoju. Po schodach wbiegł Gilbert. Wręczył jej piękny naszyjnik. Wytłumaczył, co zaprzątało jego myśli przez ostatnie dni. Ania była bardzo szczęśliwa.
W Glen St. Mary zamieszkał nowy pastor – John Meredith – wdowiec z czworgiem dzieci o imionach: Gerald „Jerry” (ur. 1894), Una (ur. 1896), Faith (w pierwszym przekładzie polskim: Flora) i Tomasz Carlyle „Karolek” (ur. 1897). Duchowny, wiecznie roztargniony i zamyślony, niewiele uwagi poświęcał poczynaniom gromadki, pozostającej pod niedbałą opieką jego ciotki. Ania stała się powierniczką problemów dzieci, zwłaszcza że zaprzyjaźnili się z nimi młodzi Blythe’owie. Obydwie grupy dzieci zaprzyjaźniły się też z sierotą, Mary (Marysią) Vance, adoptowaną później przez panią Kornelię i marszałka Elliota. John Meredith poślubił Rosemary West (w pierwszym przekładzie polskim: Rozalia West).
Rok 1914 – rozpoczęła się I wojna światowa. Jim, Walter i Shirley wyjechali do Europy, aby walczyć na froncie. Ania wysyła Nan i Di na studia. Dla rodziny Blythe’ów zaczęły się smutne dni grozy i oczekiwania. Rilla podejmuje się opieki nad półsierotą – dwutygodniowym chłopczykiem, którego ojciec jest na wojnie. W 1916 roku dotarła do nich wiadomość o śmierci Waltera. Ania bardzo wówczas podupadła na zdrowiu. Rozpaczała też Una – Walter był jej wielką miłością, jednak nie zdążyła wyznać mu swoich uczuć (byli bliskimi przyjaciółmi). Dwa lata później Jim (narzeczony Flory) i Shirley powrócili do Glen St. Mary. Wrócił również Kenneth Ford (w pierwszym przekładzie polskim: Krzysztof Ford) – wielka miłość Rilli. Nan i Di wróciły ze studiów.
Przedostatnie wzmianki o losach Ani Blythe (Ani Shirley) z powieści Rilla ze Złotego Brzegu, której akcja kończy się w 1918 roku (koniec I wojny światowej) a ostatnie ze zbioru opowiadań Ania z Wyspy Księcia Edwarda (ostatnie z nich dzieje się w czasie II wojny światowej, ok. 1942 roku).